# Allylgrupp

## Bakgrund[1]
Allyl är en hypotetisk fri radikal med strukturformeln H2C=CH—CH2— (summaformel C3H5.)
Ordet allyl kan härledas från latin allium = lök.

### Exempel på allyl-föreningar
- Hydratet är allylalkohol.
- Svavelföreningen (C3H5)2S är lökolja.
- C3H5•N•CS är senapsolja.
- Anetol (anisolja) C10H12O.

## Allylgrupper
Allylgrupp är en funktionell grupp i organiska kemiska föreningar  Den kan ses som en vinylsubstituerad metylgrupp. Allylgruppen kan stabilisera karbokatjoner (stabiliseringsenergi 20-22 kcal/mol), karbanjoner (stabiliseringsenergi 17-18 kcal/mol) och radikaler genom resonans. Cyklopropylgruppen och allylgruppen är isomerer.